# کورل
کورل (به انگلیسی: Corel Corporation) یک شرکت نرم‌افزاری کانادایی است که مرکز آن در اتاوا، در استان انتاریو جای دارد.